# Franciszek Antoni Karp
Franciszek Antoni Karp herbu własnego – ciwun ejragolski od 1726 roku, podstarości żmudzki w latach 1725-1729, sędzia grodzki żmudzki w latach 1715-1725, horodniczy żmudzki w latach 1710-1726.
Jako poseł na sejm konwokacyjny 1733 roku z Księstwa Żmudzkiego był członkiem konfederacji generalnej zawiązanej 27 kwietnia 1733 roku na tym sejmie.